# Collegio di Central Devon
Central Devon è un collegio elettorale inglese situato nel Devon e rappresentato alla Camera dei comuni del parlamento del Regno Unito. Elegge un membro del parlamento con il sistema maggioritario a turno unico; l'attuale parlamentare è Mel Stride del Partito Conservatore, che rappresenta il collegio dal 2010.

## Estensione

Central Devon dal 2010 al 2024

Dal 2010 al 2024 collegio ha incluso ward appartenenti a quattro distretti:
- in East Devon: Exe Valley;
- in Mid Devon: Boniface, Bradninch, Cadbury, Lawrence, Newbrooke, Sandford and Creedy, Silverton, Taw, Taw Vale, Upper Yeo, Way, Yeo;
- in Teignbridge: Ashburton and Buckfastleigh, Bovey Tracey, Chudleigh, Haytor, Kenn Valley, Moorland, Teignbridge North, Teign Valley;
- in West Devon: Chagford, Drewsteignton, Exbourne, Hatherleigh, Lew Valley, North Tawton, Okehampton East, Okehampton West, South Tawton.

Dal 2024 collegio comprende i seguenti ward:
- in Mid Devon: Bradninch; Cadbury; Crediton Boniface; Crediton Lawrence; Sandford and Creedy; Silverton; Taw Vale; Upper Yeo and Taw; Way e Yeo;
- in Teignbridge: Ashburton and Buckfastleigh; Bovey; Chudleigh; Haytor; Kenn Valley; Moretonhampstead e Teign Valley;
- in West Devon: Chagford; Drewsteignton; Exbourne; Hatherleigh; Okehampton North; Okehampton South e South Tawton.

## Membri del parlamento
| Elezione | Elezione | Deputato   | Partito      |
| -------- | -------- | ---------- | ------------ |
|          | 2010     | Mel Stride | Conservatore |

## Elezioni

### Elezioni negli anni 2020
| Partito                    | Partito                                   | Candidato                  | Risultati 4 luglio 2024 | Risultati 4 luglio 2024 |
| Partito                    | Partito                                   | Candidato                  | Voti                    | %                       |
| -------------------------- | ----------------------------------------- | -------------------------- | ----------------------- | ----------------------- |
|                            | Conservatore                              | Mel Stride                 | 16 831                  | 31,50                   |
|                            | Laburista                                 | Ollie Pearson              | 16 770                  | 31,39                   |
|                            | Lib Dem                                   | Mark Wooding               | 8 232                   | 15,41                   |
|                            | Reform UK                                 | Jeffrey Leeks              | 7 784                   | 14,57                   |
|                            | Verdi                                     | Gill Westcott              | 3 338                   | 6,25                    |
|                            | Indipendente                              | Arthur Price               | 477                     | 0,89                    |
|                            |                                           |                            |                         |                         |
| Iscritti                   | Iscritti                                  | Iscritti                   | 75 385                  | 100,00                  |
| ↳ Votanti (% su iscritti)  | ↳ Votanti (% su iscritti)                 | ↳ Votanti (% su iscritti)  | 53 432                  | 70,88                   |
| ↳ Astenuti (% su iscritti) | ↳ Astenuti (% su iscritti)                | ↳ Astenuti (% su iscritti) | 21 953                  | 29,12                   |
|                            |                                           |                            |                         |                         |
|                            | Esito: collegio confermato a Conservatore |                            |                         |                         |

### Elezioni negli anni 2010
| Partito                    | Partito                                   | Candidato                  | Risultati 12 dicembre 2019 | Risultati 12 dicembre 2019 |
| Partito                    | Partito                                   | Candidato                  | Voti                       | %                          |
| -------------------------- | ----------------------------------------- | -------------------------- | -------------------------- | -------------------------- |
|                            | Conservatore                              | Mel Stride                 | 32 095                     | 55,27                      |
|                            | Laburista                                 | Lisa Webb                  | 14 374                     | 24,75                      |
|                            | Lib Dem                                   | Alison Eden                | 8 770                      | 15,10                      |
|                            | Verdi                                     | Andy Williamson            | 2 833                      | 4,88                       |
|                            |                                           |                            |                            |                            |
| Iscritti                   | Iscritti                                  | Iscritti                   | 74 296                     | 100,00                     |
| ↳ Votanti (% su iscritti)  | ↳ Votanti (% su iscritti)                 | ↳ Votanti (% su iscritti)  | 58 072                     | 78,16                      |
| ↳ Astenuti (% su iscritti) | ↳ Astenuti (% su iscritti)                | ↳ Astenuti (% su iscritti) | 16 224                     | 21,84                      |
|                            |                                           |                            |                            |                            |
|                            | Esito: collegio confermato a Conservatore |                            |                            |                            |

| Partito                    | Partito                                   | Candidato                  | Risultati 8 giugno 2017 | Risultati 8 giugno 2017 |
| Partito                    | Partito                                   | Candidato                  | Voti                    | %                       |
| -------------------------- | ----------------------------------------- | -------------------------- | ----------------------- | ----------------------- |
|                            | Conservatore                              | Mel Stride                 | 31 278                  | 54,07                   |
|                            | Laburista                                 | Lisa Webb                  | 15 598                  | 26,97                   |
|                            | Lib Dem                                   | Alex White                 | 6 770                   | 11,70                   |
|                            | Verdi                                     | Andy Williamson            | 1 531                   | 2,65                    |
|                            | UKIP                                      | Tim Matthews               | 1 326                   | 2,29                    |
|                            | National Health Action                    | John Dean                  | 871                     | 1,51                    |
|                            | Liberale                                  | Lloyd Knight               | 470                     | 0,81                    |
|                            |                                           |                            |                         |                         |
| Iscritti                   | Iscritti                                  | Iscritti                   | 73 592                  | 100,00                  |
| ↳ Votanti (% su iscritti)  | ↳ Votanti (% su iscritti)                 | ↳ Votanti (% su iscritti)  | 57 844                  | 78,60                   |
| ↳ Astenuti (% su iscritti) | ↳ Astenuti (% su iscritti)                | ↳ Astenuti (% su iscritti) | 15 748                  | 21,40                   |
|                            |                                           |                            |                         |                         |
|                            | Esito: collegio confermato a Conservatore |                            |                         |                         |

| Partito                    | Partito                                   | Candidato                  | Risultati 7 maggio 2015 | Risultati 7 maggio 2015 |
| Partito                    | Partito                                   | Candidato                  | Voti                    | %                       |
| -------------------------- | ----------------------------------------- | -------------------------- | ----------------------- | ----------------------- |
|                            | Conservatore                              | Mel Stride                 | 28 436                  | 52,23                   |
|                            | UKIP                                      | John Conway                | 7 171                   | 13,17                   |
|                            | Laburista                                 | Lynne Richards             | 6 985                   | 12,83                   |
|                            | Lib Dem                                   | Alex White                 | 6 643                   | 12,20                   |
|                            | Verdi                                     | Andy Williamson            | 4 866                   | 8,94                    |
|                            | Indipendente                              | Arthur Price               | 347                     | 0,64                    |
|                            |                                           |                            |                         |                         |
| Iscritti                   | Iscritti                                  | Iscritti                   | 72 694                  | 100,00                  |
| ↳ Votanti (% su iscritti)  | ↳ Votanti (% su iscritti)                 | ↳ Votanti (% su iscritti)  | 54 448                  | 74,90                   |
| ↳ Astenuti (% su iscritti) | ↳ Astenuti (% su iscritti)                | ↳ Astenuti (% su iscritti) | 18 246                  | 25,10                   |
|                            |                                           |                            |                         |                         |
|                            | Esito: collegio confermato a Conservatore |                            |                         |                         |

| Partito                    | Partito                                         | Candidato                  | Risultati 6 maggio 2010 | Risultati 6 maggio 2010 |
| Partito                    | Partito                                         | Candidato                  | Voti                    | %                       |
| -------------------------- | ----------------------------------------------- | -------------------------- | ----------------------- | ----------------------- |
|                            | Conservatore                                    | Mel Stride                 | 27 737                  | 51,49                   |
|                            | Lib Dem                                         | Phil Hutty                 | 18 507                  | 34,35                   |
|                            | Laburista                                       | Moira Macdonald            | 3 715                   | 6,90                    |
|                            | UKIP                                            | Bob Edwards                | 2 870                   | 5,33                    |
|                            | Verdi                                           | Colin Matthews             | 1 044                   | 1,94                    |
|                            |                                                 |                            |                         |                         |
| Iscritti                   | Iscritti                                        | Iscritti                   | 71 166                  | 100,00                  |
| ↳ Votanti (% su iscritti)  | ↳ Votanti (% su iscritti)                       | ↳ Votanti (% su iscritti)  | 53 873                  | 75,70                   |
| ↳ Astenuti (% su iscritti) | ↳ Astenuti (% su iscritti)                      | ↳ Astenuti (% su iscritti) | 17 293                  | 24,30                   |
|                            |                                                 |                            |                         |                         |
|                            | Esito: collegio a Conservatore (nuovo collegio) |                            |                         |                         |

## Risultati dei referendum

### Referendum sulla permanenza del Regno Unito nell'Unione europea del 2016
|             | Collegio      | Lasciare UE % | Rimanere in UE % |
| ----------- | ------------- | ------------- | ---------------- |
|             | Central Devon | 51,1%         | 48,9%            |
| Inghilterra | 53,3%         | 46,7%         |                  |
| Regno Unito | 51,9%         | 48,1%         |                  |